# Sebastian Smith
Sebastian Smith (Southwell, 3 de outubro de 1869 — 15 de janeiro de 1948) foi um ator britânico.

## Filmografia
- Rescued by Rover (1905)
- Prehistoric Peeps (1905)
- The Tramp's Dream (1906)
- The Blue Carbuncle (1923)
- White Cargo (1929)
- A Man of Mayfair (1931)
- Tilly of Bloomsbury (1931)
- Love Lies (1931)
- The Double Event (1934)
- Virginia's Husband (1934)
- Badger's Green (1934)
- Public Nuisance No. 1 (1936)
- Oh, Mr Porter! (1937)
- London Melody (1937)
- Farewell to Cinderella (1937)
- Beauty and the Barge (1937)
- Museum Mystery (1937)
- Where's That Fire? (1940)